# ARRI
ARRI ist ein global tätiger Anbieter von Technik und Dienstleistungen für die Film- und Medienwirtschaft. Der Name ist die Kurzform (Akronym) der ursprünglichen Firma Arnold & Richter. Das Unternehmen mit Sitz in München wurde 1917 gegründet. Weitere Niederlassungen existieren in 16 Ländern in Europa, Nord- und Südamerika, Asien und Australien. ARRI entwickelt, produziert und vertreibt professionelle Filmkameras, Objektive, Beleuchtung und Systemlösungen für die Film-, Fernseh- und Medienindustrie.
Das Unternehmen gehört seit dem Jahr 2013 zur Stahl Beteiligungs-GmbH, Riedering. Sie ist die Konzernobergesellschaft der ARRI AG und ihrer Tochtergesellschaften in Deutschland, unter anderem der Arnold & Richter Cine Technik GmbH & Co. Betriebs KG, der ARRI Herstellungs- und Vertriebsgesellschaft für feinmechanische Erzeugnisse mbH oder der ARRI Rental Deutschland GmbH, die Produktionen in aller Welt mit Kamera-, Licht- und Bühnenequipment ausstattet.

## Geschichte

### Anfänge (1914–1917)
Bereits als Teenager begeisterten sich die beiden Schulkameraden August Arnold (1898–1983) und Robert Richter (1899–1972) für das Medium Film. 1914 bauten sie im Alter von 16 Jahren einen Kinoprojektor mit Handbetrieb auf Elektromotor um und fügten als hellere Lichtquelle eine selbst gebaute Bogenlampe hinzu. Außerdem ersetzten die beiden die 60-m-Trommeln durch eine selbst gebaute 300-m-Trommel.
1915 lernten Arnold und Richter den Münchner Filmpionier Martin Kopp kennen, bei dem sie als Assistenten arbeiteten, um bei ihm mehr über die Arbeit mit bewegten Bildern zu erfahren. Schon bald kauften sie eine Urban-35-mm-Kamera und nahmen Verbesserungen daran vor.
Im gleichen Jahr trafen sie auf Peter Ostermayr, der am Karlsplatz in München ein Glas-Atelier für Spielfilm-Aufnahmen betrieb. Hier erlernten Arnold und Richter die Technik der Spielfilmherstellung.
Robert Richter studierte an der Technischen Hochschule München Maschinenbau und promovierte anschließend, August Arnold absolvierte von 1916 bis 1917 ein Studium der Elektrotechnik am Technikum Mittweida. Im Jahr 1961 erhielt Arnold die Ehrendoktorwürde der TU München.

### Gründung und frühe Jahre (1917–1925)
Am 12. September 1917 gründeten die beiden Entrepreneure die Firma Arnold & Richter, kurz ARRI. Das Akronym entstand aus den ersten beiden Buchstaben ihrer Nachnamen ARnold und RIchter. In einer ehemaligen Schusterwerkstatt in der Münchner Türkenstraße eröffneten sie einen Laden und dieser Standort blieb 100 Jahre lang die Firmenzentrale von ARRI. Zunächst waren die Geschäftsgegenstände „Filmaufnahmen“ und „der Betrieb eines foto- und film-chemischen Laboratoriums“. Um nicht auf fremdes Equipment angewiesen zu sein, entwickelte ARRI eigene Filmkopiermaschinen, Schneidegeräte, Scheinwerfer und Filmkameras.
Ab 1918 drehten Arnold und Richter als freiberufliche Kameramänner rund um München so genannte Isarwestern.
In dieser Zeit lernten sie im Münchner Studio Weiss-Blau auch die Geheimnisse der Lichttechnik kennen. Um nicht nur bei Tageslicht draußen zu drehen, sondern auch künstlich Innenräume auszuleuchten, brachte ARRI 1924 den ersten Spiegelfacettenscheinwerfer mit Glühlampe heraus, der von einem Flugzeugmotor in einem mobilen Generator angetrieben wurde. Im gleichen Jahr entwickelten Arnold und Richter auch ihre erste Filmkamera, die kleine und tragbare KINARRI 35.

### Aufstieg und Anbiederung an den Nationalsozialismus 1926–1938
In den Gründungsjahren wuchs ARRI stetig: 1927 hatte die Firma 20 Mitarbeiter, fünf Jahre später waren es bereits doppelt so viele.
Wenn August Arnold und Robert Richter ihre Technik nicht selbst für die Produktion von Filmen oder Beiträgen für die Wochenschau verwendeten, verliehen sie ihre Geräte gegen Gebühr an andere Filmproduzenten. Die Idee, Equipment zu verleihen, führte viele Jahre später zur Gründung von ARRI Rental, heute ein wichtiger Zweig des globalen Geschäfts von ARRI.
1928 entwickelte die Firma mit der KINARRI 16 die erste 16-mm-Kamera, eine Amateurkamera mit Handkurbel, die bald von einer fortschrittlicheren Version mit Federmechanismus abgelöst wurde. 1934 brachte ARRI eine mobile Tonkamera auf den Markt, die allerdings aufgrund von Patentproblemen nur für die Produktion von zwei Filmen verwendet wurde.
Seit 1927 filmte die Firma die Reichsparteitage der NSDAP und als diese in Deutschland die Macht übernommen hatte, biederte ARRI sich ihr mit Schreiben an, in denen man sich als alter Unterstützer der Partei präsentierte. Richter und Arnold traten beide 1933 der NSDAP bei. Man erhoffte sich von den neuen Machthabern Protektion, Aufträge und Empfehlungen der wieder neu begonnenen Spielfilmproduktion an die Gliederungen der Partei. Die Firma engagierte überzeugte Nazis als Regisseure und Drehbuchautoren, doch schon nach drei Filmen 1934/35 endete das Comeback der Firma als Produzent abendfüllender Spielfilme. Noch 1938 wurde ARRI damit beauftragt, einen Film über die Zerstörung der Alten Hauptsynagoge München zu drehen.
1937 präsentierte ARRI auf der Leipziger Frühjahrsmesse die ARRIFLEX 35, die erste Spiegelreflex-Filmkamera, die in Serie produziert wurde. Entscheidenden Anteil daran hatte Konstrukteur Erich Kästner, der den Spiegelverschluss in Filmkameras zur Marktreife brachte. Erstmals machte es die ARRIFLEX 35 möglich, durch den optischen Sucher ohne Parallaxenfehler den exakten Bildausschnitt und die Schärfenverteilung zu sehen.
Das Konzept der Kamera wird bis heute in digitalen ALEXA-Kameras eingesetzt.

### Zweiter Weltkrieg (1939–1945)
In den Jahren ab 1939 war das deutsche Militär Großabnehmer für ARRIFLEX-Kameras, die für Propagandazwecke genutzt wurden. An die Filmindustrie durfte kaum mehr verkauft werden. ARRI zählte nicht als Rüstungsbetrieb; dennoch wurde 1942 die Produktion aus der Münchner Türkenstraße ins rund 70 Kilometer entfernte Brannenburg verlegt.
Am 13. Juli 1944 wurde der Münchner Hauptsitz von Bomben der Alliierten komplett zerstört.
In den USA entstand während des Kriegs eine Kopie der ARRIFLEX, die Cineflex, die ebenso hauptsächlich für militärische Zwecke eingesetzt wurde. Nach 1945, als ARRI im von US-Streitkräften besetzten Bayern wieder ARRIFLEX-Kameras mit deutscher Präzisionstechnik liefern konnte, verschwand die amerikanische Kopie wieder vom Markt.
Nach Kriegsende begann ARRI umgehend mit dem Wiederaufbau des Münchner Firmensitzes, der in mehreren Phasen umgesetzt wurde und am Ende etwa zehn Jahre dauerte.

### 1946–1989
1946 wurden etwa 70 Exemplare der ARRIFLEX 35 produziert.
Insgesamt entstanden über die Jahre mehr als 17.000 ARRIFLEX-35-Kameras, die weltweit für die Produktion von Filmen verwendet wurden.
Für das Design und die Entwicklung der Filmkamera wurde ARRI 1966 und 1982 mit zwei Scientific and Technical Academy Awards – also „Technik-Oscars“ – ausgezeichnet. Diese Academy Awards sind zwei von insgesamt 19 Oscar-Auszeichnungen, welche die Academy of Motion Picture Arts and Sciences ARRI in den ersten 100 Jahren seines Bestehens verlieh.
1947 wurde eine im Krieg erbeutete ARRIFLEX-Kamera erstmals für die Produktion eines Hollywood-Spielfilms in den USA eingesetzt: Die schwarze Natter mit Humphrey Bogart und Lauren Bacall.
1948 entstand mit der ARRIFLEX 35 II der Dokumentarfilm Louisiana-Legende von Filmemacher Robert J. Flaherty.
1952 brachte ARRI die ARRIFLEX 16 ST auf den Markt, die erste professionelle 16-mm-Kamera mit Spiegelverschlusstechnologie, die zunächst vor allem im wachsenden TV-Markt in den USA, später weltweit für die Nachrichten- und Sportberichterstattung eingesetzt wurde.
Im gleichen Jahr stellte das Unternehmen den bislang größten Glühlampen-Scheinwerfer vor, den ARRI GIGANT 20 kW.
1955 startet ARRI offiziell sein Verleihgeschäft in Deutschland. Zunächst verlieh das Unternehmen hauptsächlich Kameras, später auch Licht- und Bühnen-Equipment. Mit Hilfe des Verleihs führte ARRI neue Produkte in den Markt ein; dies verbesserte auch die Absatzzahlen beim Verkauf und im Jahr 2002 wurde das komplette Verleihgeschäft von ARRI in der ARRI Rental Deutschland GmbH neu aufgelegt.
1957 eröffnete ARRI ein Farbdrucklabor in der Münchner Innenstadt, das mit Kopier- und Filmentwicklungsmaschinen aus eigener Herstellung ausgestattet wurde.
1958 baute das Unternehmen das ARRI-Kino in der Türkenstraße, das 1985, 2002 und auch noch einmal 2018 komplett renoviert wurde. Seit der Neueröffnung im Dezember 2018 heißt es ASTOR Filmlounge im ARRI und besteht aus drei Kinosälen.
1965 kam mit der ARRIFLEX 16BL die erste geblimpte (schallgedämmte) 16-mm-Kamera von ARRI auf den Markt.
1972 folgte die ARRIFLEX 35 BL als leichte und leise Alternative zu den eher schweren und unhandlichen Kameras mit Blende.
Ebenfalls 1972 stellte ARRI mit der ARRISONNE 2000 W die erste Tageslichtlampe vor. 1975 kam die ARRIFLEX 16SR auf den Markt, die über einen neu gestalteten Sucher mit einem Belichtungsmesser durch das Objektiv verfügte.
1977 gründete ARRI ein von Volker Bahnemann geführtes Tochterunternehmen in den USA, um näher ans Epizentrum der Filmindustrie in Hollywood zu rücken. Dort und weltweit in vielen weiteren Ländern wurden im Laufe der Jahre zahlreiche Filmklassiker mit ARRIFLEX-Kameras gedreht.
Beispiele sind Zwei glorreiche Halunken (1966), Easy Rider (1969), A Clockwork Orange (1971), Dieses Land ist mein Land (1976), Shining (1980) oder Full Metal Jacket (1987).
1979 folgte die Kamera ARRIFLEX 35 III, von der große Stückzahlen verkauft wurden.
Im Lichtsegment entwickelte ARRI 1979 die Scheinwerferserie APOLLO Daylight Fresnel, deren Lampen bis heute an Filmsets genutzt werden.
1983 expandierte ARRI nach Großbritannien und 1985 eröffnete das erste Büro in Italien. In späteren Jahren folgten viele weitere internationale Standorte, etwa in Kanada (1994), Australien (2005) oder Hongkong (2008).
1989 stellte das Unternehmen die ARRIFLEX 765 vor, eine 65-mm-Kamera, die auch als Reaktion auf die wachsende Nachfrage der Industrie nach 70-mm-Kopien diente.
Ebenfalls 1989 flog ARRI mit der US-Weltraumbehörde NASA ins All: ARRIFLEX-16-mm-Kameras nahmen an zwei Weltraummissionen der Raumschiffe Columbia (1989) und Atlantis (1990) teil.

### 1990–2009
Die ARRIFLEX 535 kam 1990 auf den Markt, gefolgt von der ARRIFLEX 535B und der ARRIFLEX 16SR 3 (1992) sowie der ARRIFLEX 435 (1994).
Im Lichtbereich erschienen 1991 die ersten Scheinwerfer der Reihe ARRI Compact Daylight für die Arbeit an professionellen Filmsets.
1998 veröffentlichte das Unternehmen den Arrilaser, einen digitalen Filmbelichter, der in Zusammenarbeit mit dem Fraunhofer-Institut für Physikalische Messtechnik (IPM) entwickelt wurde.
Im gleichen Jahr brachte ARRI in Kooperation mit der Carl Zeiss AG die Objektive der Reihe Ultra Prime auf den Markt.
In den 1990er-Jahren übernahm ARRI die Firma Moviecam. 2000 kamen die Kameras ARRICAM-ST und -LT auf den Markt. Inzwischen steckte das digitale Zeitalter nach der Jahrtausendwende in seinen Anfängen: ARRI entwickelte 2003 seine erste Digitalkamera, die ARRIFLEX D-20, die später zur D-21 weiterentwickelt wurde. Diese Kamera verwendete einen 35-mm-CMOS-Sensor (anstelle eines CCD-Sensors) und ermöglichte es Kameraleuten, Standard-35-mm-Objektive zu verwenden.
Die Einführung des ARRISCAN 2004 bot neue Möglichkeiten für die Postproduktion von Filmen und schloss die Lücke zwischen analoger und digitaler Welt, Film und Daten. Das Gerät verfügte über einen 35-mm-Sensor zum Scannen von Kinofilmen mit einer Auflösung von bis zu 6K. Zunächst wurden Filme analog gedreht, in Echtzeit in Datendateien digitalisiert, bearbeitet, sortiert, zusammengesetzt und dann mit einem Arrilaser wieder auf Film ausgedruckt. In späteren Jahren wird der ARRISCAN vor allem für Filmrestaurierungsarbeiten eingesetzt.
2004 wurden mit einer ARRIFLEX 435 Filmaufnahmen auf dem Mount Everest gemacht, ohne dass die Kamera mit zusätzlicher Technik nachgerüstet werden musste.
2005 kam mit dem ARRIMAX 18/12 der bisher hellste Scheinwerfer von ARRI auf den Markt. Er verwendete ein Reflektorkonzept zur Strahlensteuerung, das den Einsatz von Streulinsen überflüssig machte.
Im gleichen Jahr veröffentlichte ARRI die ersten Objektive der Reihe Master Primes, die eine hohe Auflösung, große Schärfe und ein kaum noch vorhandenes „Focus Breathing“ versprachen. 2007 folgten weitere Master Primes mit 14 mm und 150 mm Brennweite.
2006 stellte ARRI mit der ARRIFLEX 416 eine Super-16-mm-Kamera vor, die die ARRICAM-Technologie mit dem Design einer ARRIFLEX 235 verband. Die ARRIFLEX 416 wurde zur letzten analogen Kamera aus dem Hause ARRI, denn Digitalkameras eroberten den Filmproduktionsmarkt weltweit inzwischen schneller als erwartet.
Negative internationale Schlagzeilen machte die Firma 2007: Im Kopierwerksbereich von ARRI wurde durch einen ungeklärten Fehler Filmmaterial mehrerer Drehtage der A-Budget-Produktion Operation Walküre – Das Stauffenberg-Attentat beschädigt, weswegen mehrere Drehtage wiederholt werden mussten.
In den Jahren zwischen 1990 und 2009 wurden viele Filmklassiker mit ARRI-Equipment gedreht: Goodfellas (1990), Schindlers Liste (1993), Fargo (1996), Das fünfte Element (1997), Star Wars: Episode 1 – Die dunkle Bedrohung (1999), In the Mood for Love (2000), Die fabelhafte Welt der Amelie (2000), Der Herr der Ringe – Die Gefährten (2001), Chicago (2002), King Kong (2005) oder Departed – Unter Feinden (2006).

### 2010 bis heute
2010 brachte ARRI die erste Kamera der ALEXA-Reihe auf den Markt – ein klares Bekenntnis zum digitalen Kino. Die ALEXA war in der Lage, 1080p-Material in ProRes-QuickTime-Formate zu komprimieren und ermöglichte Direct-to-Edit-Workflows.
Spätere Modelle, die der Produktpalette hinzugefügt wurden, waren die ALEXA Plus, ALEXA Studio und ALEXA M. In der Filmbranche war die digitale ALEXA-Reihe sehr erfolgreich: 2017, sieben Jahre nach der Veröffentlichung der ersten ALEXA, wurden die Kameramodelle weltweit bei 80 Prozent der größten Kinoproduktionen eingesetzt.
Parallel zur Einführung der ALEXA veröffentlichte ARRI 2010 in Kooperation mit Fujinon die Objektive der Reihe Alura Zoom. Zwei Jahre später kamen in Kooperation mit Zeiss die Objektive der Reihe Master Anarmorphic Lenses auf den Markt.
2010 erhielt ARRI den Ehrenpreis beim Deutschen Kamerapreis für seine technischen Innovationen und seine Verdienste im internationalen Film.
Im Lichtsegment kamen 2011 neue Scheinwerfer der L-Serie von ARRI auf den Markt, die bei der Einführung der LED-Technologie in die Film- und Fernsehindustrie ihren Beitrag leisteten. Erster Vertreter der L-Serie war das Modell L7 (L für LED und 7 für 7-Zoll-Fresnels).
Später kommen L10 und L5 hinzu; alle Modelle sind erhältlich als Kunstlicht-, Tageslicht- und farbsteuerbare Versionen.
Am 1. Oktober 2012 wurde bekannt, dass der Sohn des Firmenmitgründers August Arnold, Robert (Bob) Arnold, seine 50-prozentigen Anteile an der ARRI AG an die Nachfahren des zweiten Firmenmitgründers, Robert Richter, verkauft hatte. Die Anteile wurden in die Stahl Beteiligungs-GmbH eingebracht und nach Genehmigung des Kartellamts endete damit die 95-jährige paritätische Partnerschaft beider Familien. Bob Arnold starb 2025 kurz vor seinem 82. Geburtstag.
2014 kam die ALEXA 65 auf den Markt, eine Kamera, die bis heute exklusiv von ARRI Rental zur Leihe angeboten wird. Im selben Jahr erschien die AMIRA-Kamera und 2015 stellte ARRI den LED-Scheinwerfer SkyPanel vor.
Zum Jahresende 2015 schloss ARRI sein Kopierwerk für analoge Kinofilme; eine verschlankte Abteilung beschäftigte sich weiter mit der Restaurierung von altem Filmmaterial.
Finanziell überwand ARRI durch die Umstellung auf digitale Filmproduktion eine Krise wegen wegbrechender analoger Umsätze: Hatte ARRI 2009 noch 15 Millionen Euro Verlust eingefahren, so erholten sich Umsatz und Gewinn von 2011 an und 2015 betrug der Umsatz mehr als 300 Millionen Euro. 2019 erzielte ARRI einen Umsatz von rund 420 Millionen Euro, während der Umsatz 2020, bedingt durch die Corona-Pandemie, auf 300 Millionen Euro zurückgeht.
Im April 2016 erwarb ARRI die von Curt O. Schaller entwickelten Kamerastabilisierungssysteme artemis von Sachtler/Vitec Videocom.
Im gleichen Jahr stellte ARRI mit dem TRINITY-System eine weiterentwickelte Version vor, die erstmals ein mechanisches Stabilisierungssystem mit einem elektronischen kombinierte.
2016 gründete ARRI die ARRI Academy, ein Trainingsprogramm für Beschäftigte an professionellen Filmsets. Im selben Jahr wurde das International Support Program (ISP) gegründet, ein globales Unterstützungsprogramm für aufstrebende Talente.

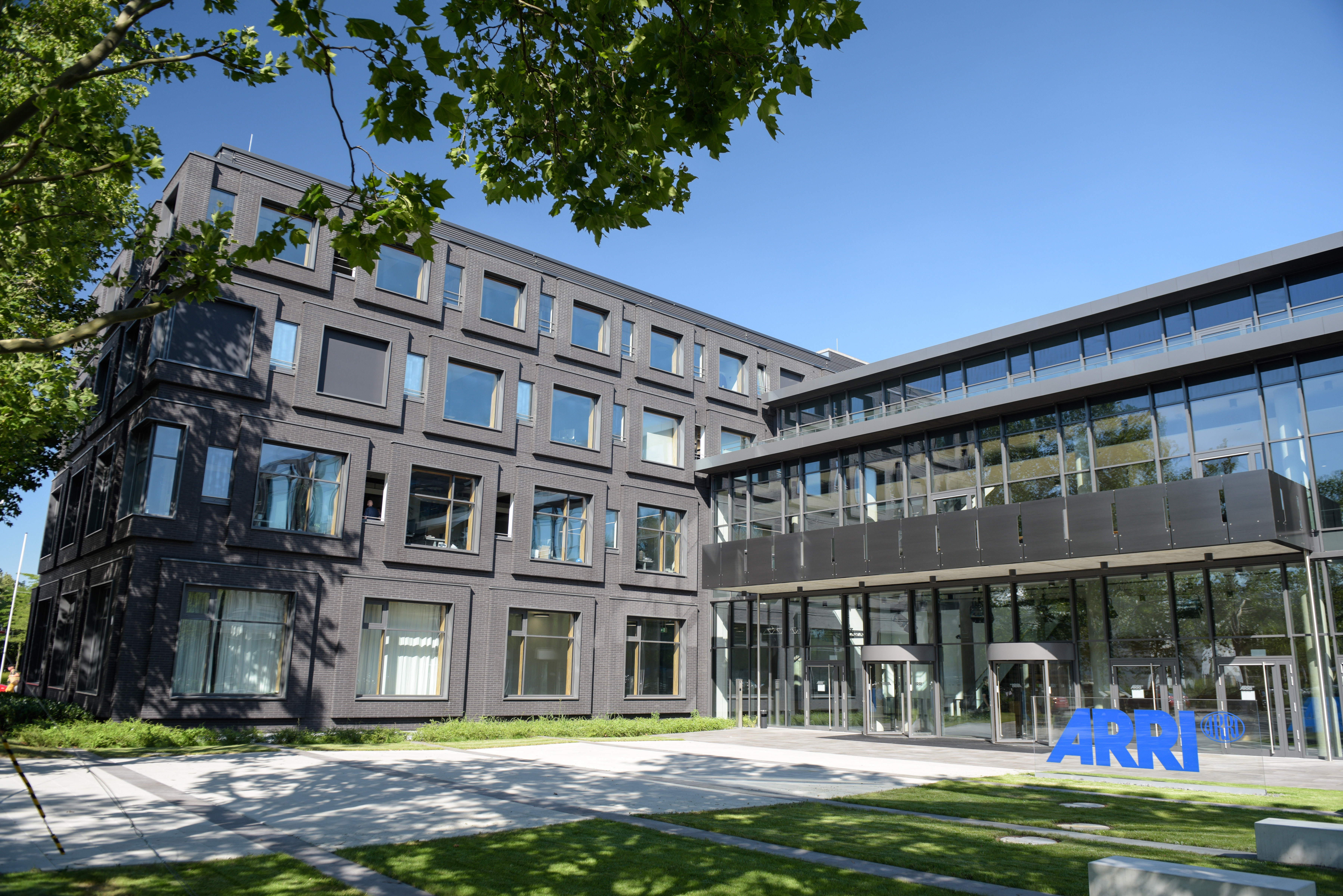
Firmenzentrale von ARRI in München, Parkstadt Schwabing, 2020

Im Jahr 2017 feierte ARRI sein 100-jähriges Firmenjubiläum und im Mai desselben Jahres erfolgte die Grundsteinlegung für eine neue Firmenzentrale in der Parkstadt Schwabing, wohin das Unternehmen zum Jahreswechsel 2019/2020 umzieht.
2018 brachte ARRI sein Large-Format-Kamerasystem auf den Markt. Auf einer Large-Format-4K-Version des ALEXA-Sensors basierend, umfasste es die Kamera ALEXA LF, die Signature-Prime-Objektive sowie weitere Komponenten. Ein Jahr später folgt die kompakte, leichte ALEXA Mini LF.
Der Kameramann Roger Deakins war der Erste, der mit einem Prototyp der ALEXA Mini LF arbeitete. Er setzte sie für sein Kriegsdrama 1917 ein und erhielt 2020 dafür einen Oscar in der Kategorie Beste Kamera.
Ebenfalls 2019 stellte ARRI mit dem Orbiter einen neuen LED-Scheinwerfer mit einer Vielzahl an Optiken vor.
In den Folgejahren wurde das Zubehör unter anderem um Open-Face-Optiken, eine Fresnel-Linse sowie einen Docking Ring erweitert.
2021 verkaufte ARRI seine überwiegend im deutschsprachigen Raum tätige Postproduktionsabteilung ARRI Media inklusive Filmvertrieb an die US-amerikanische Seal Group.
Der Verkauf wurde jedoch nie offiziell vollzogen.
Schließlich erwarb die SL Unternehmensbeteiligungsgesellschaft mbH im August 2021 die zwischenzeitlich als Media Services GmbH firmierende, ehemalige ARRI Media mit 130 verbliebenen Mitarbeitern.
2022 folgte mit ARTEMIS 2 und TRINITY 2 die zweite Generation von ARRI-Kamerastabilisierungssystemen. Außerdem brachte ARRI mit der ALEXA 35 eine 4K-Super-35-Kamera mit dem ersten neuen ARRI-Sensor seit zwölf Jahren auf den Markt.
Ende 2022 gab ARRI die Übernahme des italienischen Lichtherstellers Claypaky bekannt.
Mit der Akquisition wurde ARRI zu einem führenden Anbieter von Beleuchtungslösungen in den Bereichen Film und Live-Entertainment.
2023 erweiterte ARRI seine zwei Jahre zuvor gegründete Einheit ARRI Solutions zu einem eigenen Geschäftsbereich. Damit reagierte ARRI auf die wachsende globale Nachfrage nach Virtual-Production-Lösungen, Systemintegration und der Entwicklung von Workflows.
2025 wurde Curt O. Schaller für Konzept, Design und Entwicklung des Trinity 2-Systems mit dem Oscar für Wissenschaft und Entwicklung, dem Academy Scientific and Engineering Award ausgezeichnet.

## Produkte

### Kameralinien

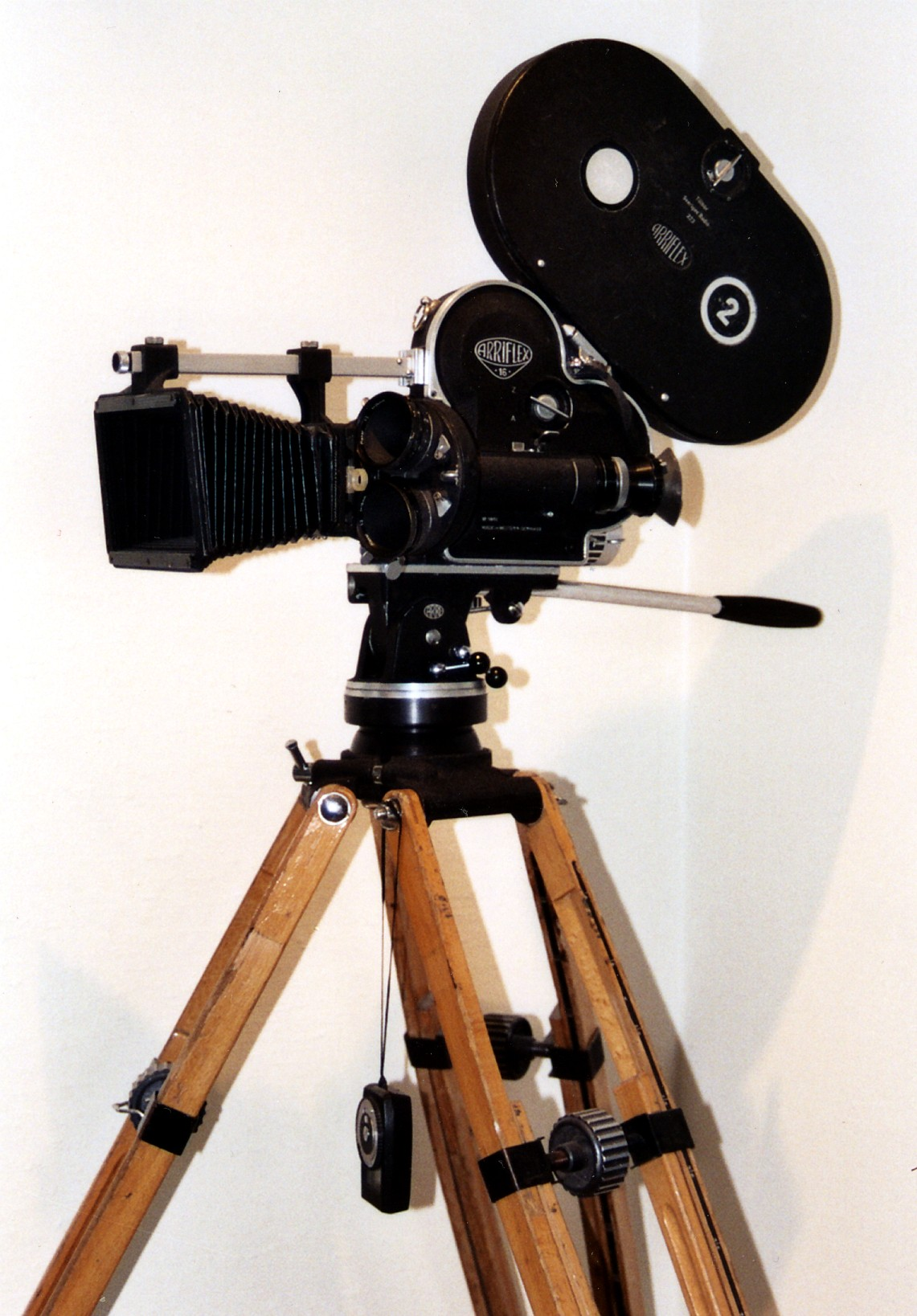
ARRIFLEX 16 von 1972, mit Kompendium und auf Holzstativ

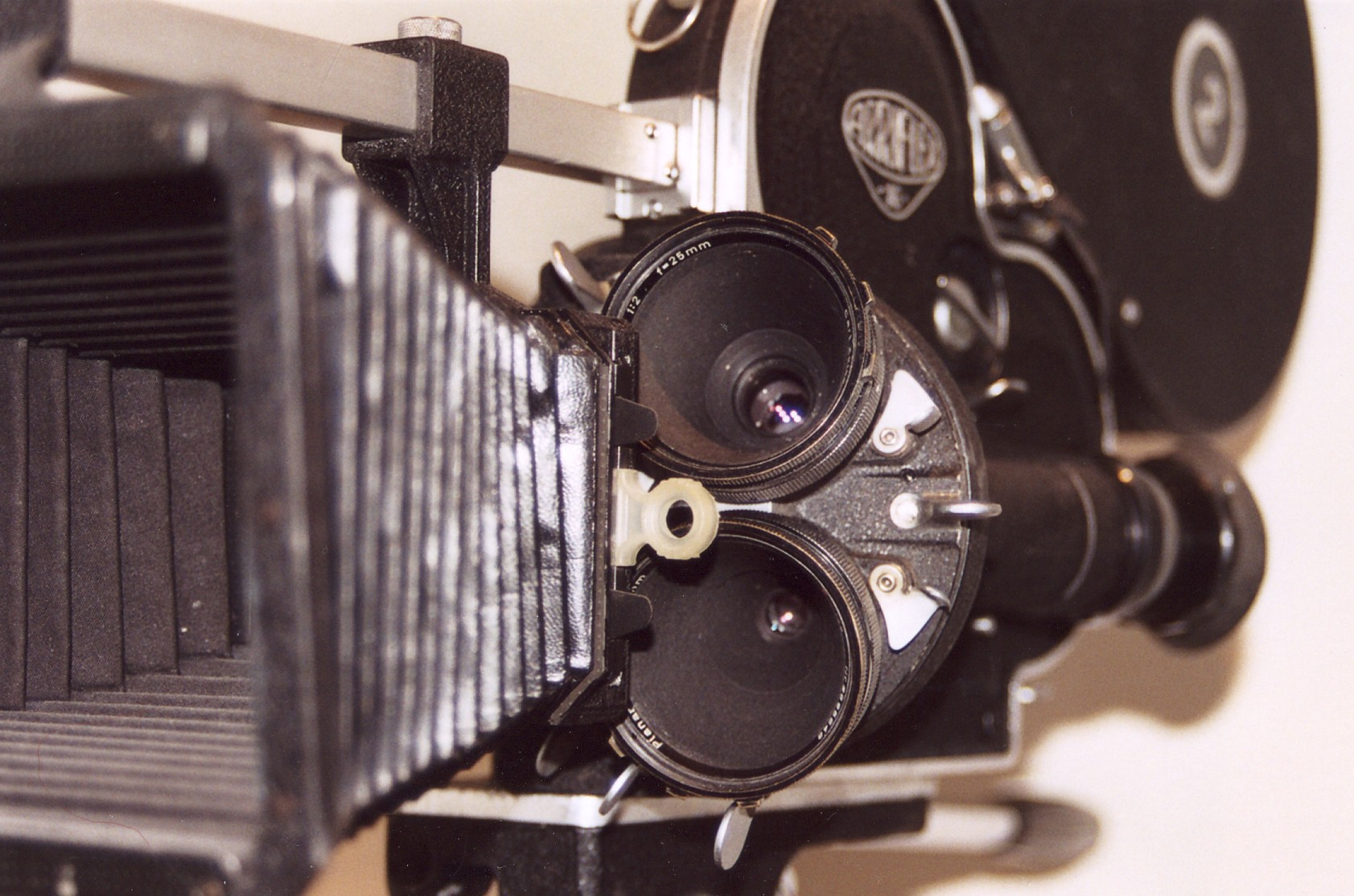
ARRIFLEX 16 von 1972, die legendäre stumme 16-mm-Kamera

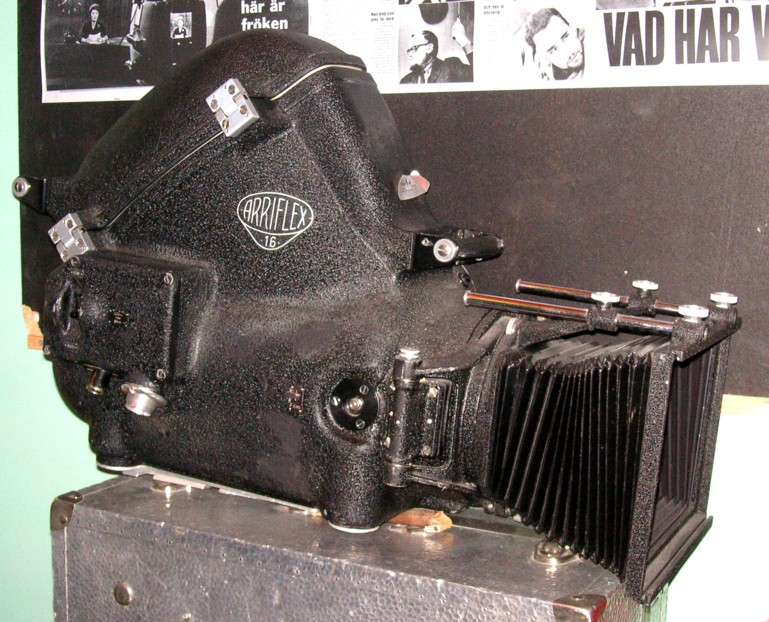
Blimp für die ARRIFLEX 16

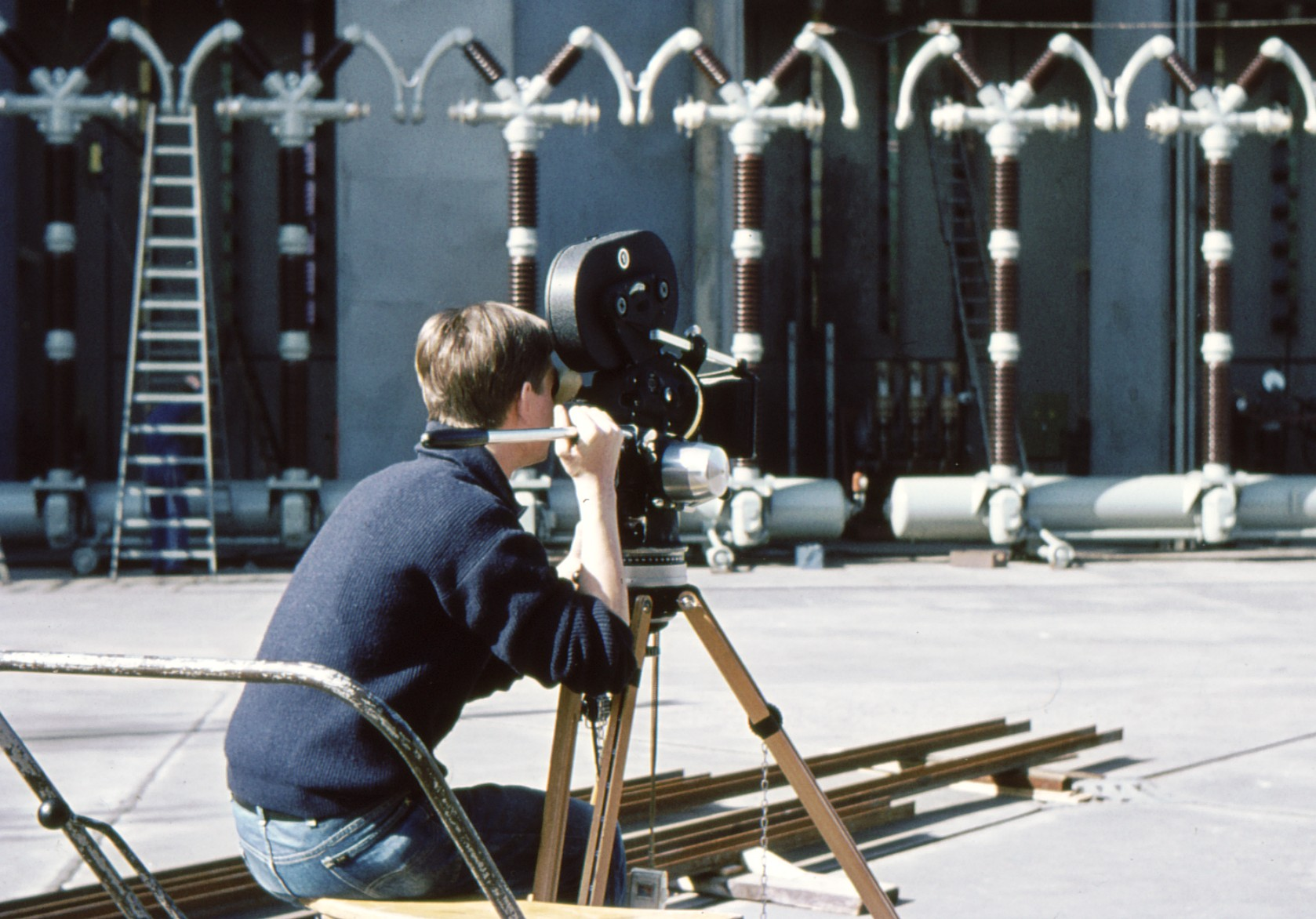
ARRIFLEX 35 II HS, die High-Speed-Kamera im Einsatz, AEG 1964

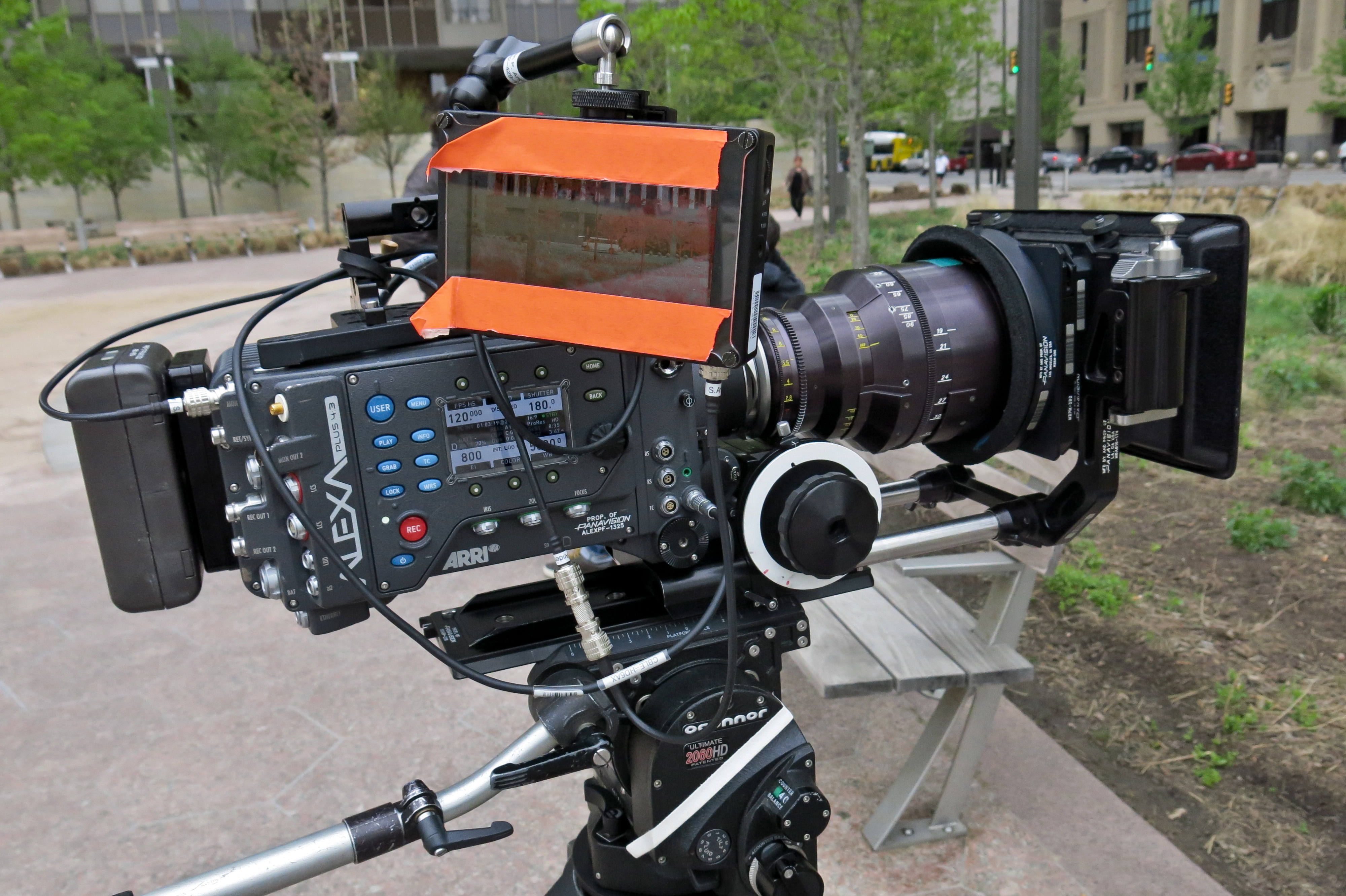
Digitale Arri Alexa beim Dreh

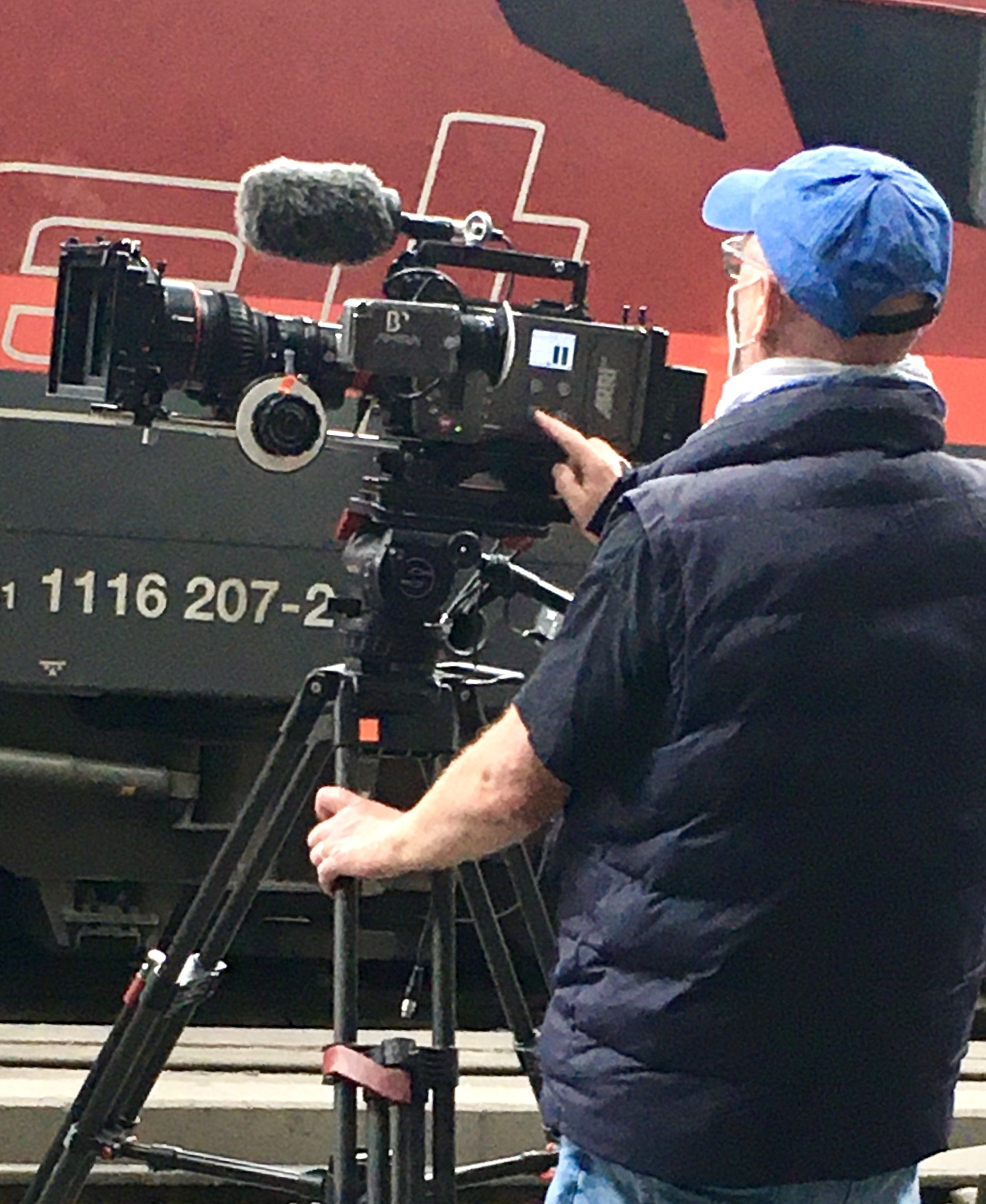
ARRI Amira bei Fernsehaufnahmen des Bayerischen Rundfunks im Hauptbahnhof München, 2020.

Filmkameras werden in verschiedenen Bereichen eingesetzt. Man unterscheidet die Produktklassen nach dem zu belichtenden Medium in
- 16-mm-Film oder Schmalfilm
- 35-mm-Film oder Normalfilm
- 70-mm-Film oder Breitfilm

Die hierzu verwendeten Kameras sind entweder digitale Kinokameras oder Filmkameras.
ARRI-Historie im Segment 16 mm:
- 1951–52 ARRIFLEX 16, erst ab 1960er Jahre mit dem Zusatz ST(andard)
- 1953 ARRIFLEX 16 mit Blimp
- 1962 ARRIFLEX 16 M(agazine)
- 1965 ARRIFLEX 16 BL (16 ST mit Blimp)
- 1975 ARRIFLEX 16 S(ilent) R(eflex)
- 1979 ARRIFLEX 16 SR HS (HighSpeed, 10–150 Bilder pro Sekunde)
- 1982 ARRIFLEX 16 SR II
- 1982 ARRIFLEX 16 SR HS II Automatik
- 1992 ARRIFLEX 16 SR III (umstellbar Normal-16/Super-16)
- 1999 ARRIFLEX 16 SR III advanced
- 2006 ARRIFLEX 416

ARRI-Historie im Segment 35-mm-Film
- 1937 ARRIFLEX
- 1946 ARRIFLEX II
- 1953 ARRIFLEX 35 II A mit Blimp (SyncSound)
- 1960 ARRIFLEX 35 II BV
- 1960 ARRIFLEX 35 II HS (HighSpeed, bis 80 B./s)
- 1964 ARRIFLEX 35 II C
- 1972 ARRIFLEX 35 BL (ARRIFLEX 35 mit Blimp, SyncSound)
- 1975 ARRIFLEX 35 BL II
- 1979 ARRIFLEX 35 III
- 1980 ARRIFLEX 35 BL III
- 1982 ARRIFLEX 35 III C
- 1986 ARRIFLEX BL 4 (SyncSound)
- 1986 ARRIFLEX BL 4 s (SyncSound)
- 1990 ARRIFLEX 535 (elektronisches Rampen möglich, SyncSound, löst 35er ab)
- 1992 ARRIFLEX 535 B (SyncSound)
- 1994 ARRIFLEX 435 (MOS)
- 1995 ARRIFLEX 435 ES (MOS)
- 2000 ARRICAM ST/LT (lösen 535er ab)
- 2004 ARRIFLEX 235 (MOS) & ARRIFLEX 435 Xtreme (MOS)

ARRI-Historie im Segment 70-mm-Film
- 1989 ARRIFLEX 765 (SyncSound)

ARRI-Historie im Segment 35 mm Digital Cinema
- 2004 ARRIFLEX D-20
- 2008 ARRIFLEX D-21
- 2010 ALEXA
- 2011 ALEXA PLUS
- 2011 ALEXA M
- 2012 ALEXA STUDIO
- 2012 ALEXA PLUS 4:3
- 2013 ALEXA XT
- 2013 ALEXA XT PLUS
- 2013 ALEXA XT STUDIO
- 2013 ALEXA XT M
- 2013 AMIRA[88]

Gegenwärtiges Portfolio:
- 2010 ALEXA
- 2013 AMIRA[88]
- 2014 ALEXA 65[89]
- 2015 ALEXA Mini
- 2016 ALEXA SXT
- 2016 ALEXA SXT Plus
- 2016 ALEXA SXT Studio
- 2017 ALEXA SXT W
- 2018 ALEXA LF
- 2019 ALEXA Mini LF
- 2022 ALEXA 35[90]

### Objektive
ARRI vertreibt, vermietet und verkauft Objektive für 16-mm-/35-mm-Filmkameras und digitale Kinokameras mit Super-35-Sensor.
Zusammen mit Carl Zeiss wurden bisher vier Serien von sphärischen Kino-Objektiven mit festen Brennweiten, eine Serie mit Zoom-Objektiven sowie ein Makro-Objektiv entwickelt:
| - Ultra 16-Serie         |  | 09 Objektive      | für das Super-16-mm-Format: |  | 6, 8, 9.5, 12, 14, 18, 25, 35, 50 mm/T1.3                                                  |  | [ 91 ] |
| - Ultra Primes-Serie:    |  | 16 Objektive      | für das Super-35-mm-Format: |  | 8R/T2.8, 10/T2.1, 12/T2, 14, 16, 20, 24, 28, 32, 40, 50, 65, 85, 100, 135, 180 mm/T1.9     |  | [ 92 ] |
| - Master Primes Serie:   |  | 16 Objektive      | für das Super-35-mm-Format: |  | 12, 14, 16, 21, 25, 27, 35, 40, 50, 75, 100, 135, 150/T1.3                                 |  | [ 93 ] |
| - Master Macro 100:      |  | 01 Makro-Objektiv | für das Super 35-mm-Format: |  | 100 mm/T2,0                                                                                |  | [ 94 ] |
| - Signature Prime Serie: |  | 16 Objektive      | für das Super-35-mm-Format: |  | 12, 15, 18, 21, 25, 29, 35, 40, 47, 58, 75, 95, 125, 150 mm/T1.8; 200 mm/T2.5, 280 mm/T2.8 |  | [ 95 ] |
| - Signature Zoom Serie:  |  | 04 Zoom-Objektive | für das Super-35-mm-Format: |  | 16−32, 24−75, 45−135, 65−300 mm/T2,8                                                       |  | [ 96 ] |

Im Frühjahr 2013 stellten ARRI und Carl Zeiss außerdem eine neue Serie von anarmorphotischen Kino-Objektiven mit festen Brennweiten vor:
- Master Anarmorphic-Serie (9 Objektive für digitale Kinokameras mit 4:3-Super-35-Sensoren bzw. das 35-mm-4-perf-Filmformat: 28, 35, 40, 50, 60, 75, 100, 135 mm/T1.9, 180 mm/T2.8 sowie 19−36 mm/T4.2)[97]

Zusammen mit Fujinon wurden bisher vier sphärische Zoomobjektive entwickelt:
- Alura Studio Zooms  (zwei Zoom-Objektive für das Super-35-mm-Format: 18−80, 45−250 mm/T2.6)[98]
- Alura Leightweight Zooms  (zwei besonders kompakte und leichte Zoomobjektive für das Super-35-mm-Format: 15.5−45, 30−80 mm/T2.8)[99]

ARRI etablierte Objektivanschlüsse nach der Norm Arri PL und entwickelte das ARRI Lens Data System (LDS), welches über das Objektivbajonett Metadaten an die Kamera übertragen kann.
Zur Unterstützung der Kameraassistenten und für das Video Assist hat ARRI das „Lens Data System“ entwickelt. Dieses gestattet das Erfassen von u. a. Fokus, Blendenzahl, Zoomzustand, Schärfentiefe, hyperfokaler Entfernung, Nahfokus, Bildfrequenz, Belichtungszeit, Batteriespannung, Footage, Restfilm, und Einstellunglänge, und die Übertragung dieser Werte an eine spezielle Entferntanzeige oder im Video-Assist-System. Bestandteil ist das Arri PL-„Lens Data Mount“-Bajonett.
Seit 2018 vermarktet ARRI die „ARRI Signature Primes“ mit Brennweiten von 12 mm bis 280 mm und einem LPL-Mount ausgestattet.

### Beleuchtung
Scheinwerfer und Leuchtmittel zur Film-, Fernsehproduktion und Veranstaltungstechnik werden von ARRI hergestellt. Die ARRI-Lighting-Sparte erhielt Aufträge aus Neuseeland für die Herstellung von Peter Jacksons Herr der Ringe, und die Aufzeichnung der Olympischen Spiele 2008. Obgleich ARRI im Markt für digitale TV-Kameras nur einen geringen Marktanteil besitzt, werden für Studios die Kameras anderer Hersteller und Leuchtgeräte der ARRI eingesetzt. Das Sortiment umfasst Kunstlicht (Tungsten), Tageslicht (HMI Daylight) und seit 2011 auch LED-Leuchten.
- ARRI Fresnel (1937)
- ARRI Gigant (1952)
- ARRIsonne 2000 (1972)
- ARRI Apollo (1979)
- ARRI Studio (1988)
- ARRI Compact Daylight (1991)
- ARRIsun 40/25 (1992)
- ARRIlux Pocket PAR (1996)
- ARRIMAX 18/12 (2005)
- ARRI M40 (2011)
- ARRI L7 LED Fresnel (2011)
- ARRI SkyPanel (2015)
- ARRI Orbiter (2020)[102]
- ARRI SkyPanel X (2023)

### Zubehör
ARRI stellt filmtechnische Zusatzgeräte her, beispielsweise Kompendien wie das MB-20 oder MB-14 und Schärfezieheinrichtungen wie die FF-3 und FF-4. Diese werden heute auch für Kameras anderer Hersteller genutzt. Außerdem hat ARRI Stützsysteme für Objektive und Kamerazubehör entwickelt, die sich als Standards etabliert haben. Ebenfalls zum herstellerübergreifenden Standard wurde die 1972 eingeführte „ARRI-Rosette“.
Dabei handelt es sich um eine an Kameragehäusen angebrachte Scheibe mit 60 radialen Rillen nach dem Prinzip der Hirth-Verzahnung. Zubehör wie Handgriffe oder Sucherhalter kann – im Winkel verstellbar – mittels eines M6-Gewindes in der Mitte der Rosette und mit entsprechenden Schrauben am Zubehör befestigt werden.

### Kamera-Stabilisatoren
- ARRI Trinity (eingestellt)
- ARRI Trinity 2
- ARRI artemis (eingestellt)
- ARRI Artemis
- ARRI Stabilized Remote Heads
- ARRI Maxima

### Filmrekorder
Der Arrilaser-Filmrekorder wird für den Film-out-Prozess verwendet.

### Filmscanner
Für die digitale Kinoproduktion entwickelte ARRI das ARRIRAW-Rohdatenformat, das bei den Modellen D21 und ALEXA zum Einsatz kommt. Es gestattet die Aufzeichnung der rohen Bayer-Sensor-Daten im Format von 2880 × 1620 bei 23,976 Bildern/s, 24p und 25p sowie 2880 × 2160 Pixeln bei 23,97 Bildern/s, und 30p, mit jeweils 12 Bit pro Farbkanal.
Aufgrund der anfallenden Datenmenge von 10 GB pro Minute Drehzeit war zunächst eine Speicherung nur über eine spezielle, als „T-Link“ (Transport-Link, ein in einen RGBA-Dual-Link HD-SDI-Strom gemäß SMPTE 372M abgebildetes ARRIRAW-Übertragungsprotokoll) bezeichnete Schnittstelle auf externe Speichervorrichtungen (z. B. von Codex Digital) möglich. Für die Weiterverarbeitung mit üblichen Schnittprogrammen ist eine Umwandlung mittels eines Converters (APX) in ein weiterverarbeitbares Format wie z. B. DPX notwendig.
Die Einführung der sogenannten XR-Module zur Montage an der Kamera (nachrüstbar für die ALEXA-Modelle, Standard bei ALEXA XT) gestattete ab Anfang 2013 die Aufzeichnung von ARRIRAW direkt in der Kamera. Die Speicherung erfolgt hierbei auf „XR Capture Drives“, die SSD-Speicher verwenden.

### Software
ARRI entwickelt und betreibt die webbasierte Anwendung ARRI Webgate. ARRI Webgate ist speziell für Dailies/Rushes und die Postproduktion entwickelt worden und bietet Filmemachern Funktionen zum Video- und Datei-Management sowie zur Video-Kollaboration, Präsentation und Verteilung von Medien an.

## Kameraproduktion
ARRI, wie auch die Mitbewerber Panavision und Aaton, beendete 2012 die Produktion von analogen Filmkameras.
Seit der Jahrtausendwende werden zunehmend digitale Kameras anstelle von Filmkameras eingesetzt, wie z. B. die D-20 und D-21. Wie in der unbewegten Fotografie, wo digitale Technologien den Film verdrängten, werden heute digitale 35-mm-Kameras und keine auf photochemischem Film basierende Geräte mehr verkauft. Verschwindend gering ist der Anteil des 70-mm-Film.
Dieses Format wurde in den 1960er Jahren wegen seiner dem 35-mm-Film überlegenen Bildqualität eingesetzt, beispielsweise für Stanley Kubricks 2001: Odyssee im Weltraum. Heute wird es (bzw. 65-mm-Kameranegativ) nur selten eingesetzt, so beim Dreh von Teilbereichen Der Herr der Ringe (lt. ARRI-Kundenzeitschrift) und teilweise bei Tom Tykwer’s The International.
Das Segment 16 mm wurde oft im Budget- und TV-Bereich eingesetzt, vor allem für die Produktion von Fernsehspielen. Heute nehmen viele Sender, wie beispielsweise die britische BBC, kein 16-mm-Material mehr an, da die Güte für HDTV zu gering ist. 16-mm ist für Produktionen im Einsatz, bei denen „Filmlook“ gefragt ist, z. B. Imagetrailer von Sendern und Unternehmen, Musik-Videos, Werbung.
Weltweit teilen sich heute ARRI, Aaton, Blackmagic, Sony, Panavision, RED und Phantom den Markt für die Produktion von professionellen kinofilmtauglichen Kameras mit 35 mm und S35 mm (18 mm × 24 mm) großem Sensor.
Im Bereich der 16-mm-Kameras gibt es Anbieter von Kameratechnik teilweise aus dem (ehedem) semiprofessionellen Markt, teilweise aus dem traditionellen News- und Dokufilm-Bereich. Zum Teil haben die Filmgeräte länger überlebt als ihre Hersteller (bspw. Mitchell, Beaulieu). Für die Filmproduktion werden die Kameras oft über Rental-Firmen an die Produktionsfirmen vermietet.

## Filmproduktion
Die Geschäftsmodelle von Arnold & Richter und Panavision unterscheiden sich stark. Panavision produziert digitale Kinokameras und 35-mm-SyncSound-Filmkameras und vermietet diese weltweit allein durch eigene Kamera-Rentalhäuser. Im Bereich der 35-mm-MOS-Filmkameras werden die ARRI-Kameras eingekauft und „panavized“, dabei wird lediglich die Objektivaufnahme verändert.
ARRI produziert MOS- und SyncSound-Kameras. Diese werden weltweit – auch an Panavision – verkauft sowie in eigenen und fremden Rentalhäusern vermietet. Die 2004 eingeführte digitale Kinokamera von ARRI, die D-20, wurde anfangs nur vermietet.

## ARRI Rental Group
Filmproduktionsfirmen leihen für ihre Filmprojekte das technische Equipment bei sogenannten „Rental“-Häusern (d. h. Firmen, die professionelle Film-Technik vermieten). ARRI betreibt die eigene Rental-Haus-Kette ARRI Rental, die Kamera-, Grip- und Lichttechnik für Film, Fernsehen und Werbefilme anbietet. Um Filmprojekte auf der ganzen Welt betreuen und versorgen zu können, gibt es ARRI Rental-Filialen in zahlreichen bedeutenden Filmproduktionsstandorten auf der ganzen Welt (Berlin, München, Köln, Leipzig, Wien, Luxemburg, Prag, Budapest, London, Cardiff, New York, Los Angeles, Brooklyn, Vancouver, Charlotte).
ARRI entwickelte diverse Produkte, die nicht verkauft werden, sondern nur exklusiv bei ARRI Rental zu leihen sind. Zum Beispiel die digitale 65-mm-Kamera ALEXA 65 sowie eine Spezialkamera für schwarz-weiß Aufnahmen (ALEXA XT B+W).
Außerdem baut die ARRI Rental Group eigene Objektive für Large Format Kamerasysteme in kleiner limitierter Stückzahl (ARRI Rental Prime DNA, Prime 65, Prime 65 S, Vintage 765, Zoom 65, DNA LF), die es nur bei ihnen zu leihen gibt. In Zusammenarbeit mit Kameraleuten können für Filmprojekte auch spezielle Custom-Objektive (nach Kundenwunsch) gebaut werden.
Auch im Grip-Bereich gibt es mit dem Hexatron eine exklusive Eigenentwicklung im Verleihpark. Es handelt sich um ein hydraulisches Kamerafahrzeug, um Teleskopkamerakräne (Technocranes) in schwierigem Gelände zu bewegen und positionieren.

## Filmmarkt
Marktanteile für den eigentlichen Markt der 35-mm-Kameras sind schwer zu bestimmen. Derzeit befindet sich der Markt im Umbruch, da ein neuer Anbieter, die Firma RED, von einer digitalen Kinokamera mit einem ähnlich großen Chip wie beim 35-mm-Film über 8500 Stück verkaufen konnte und somit Marktführer bei Neugeräten wurde.
Jedoch werden 35-mm-Kameras traditionell über sehr lange Zeiträume genutzt. Daher ergibt sich im Bestandsmarkt noch ein anderes Bild. Von der ARRI ALEXA konnten im ersten Jahr über 1500 Exemplare verkauft werden, teils auch an sogenannte „Owner/Operator“, also Filmemacher, die selbst eine Kamera zur Eigennutzung angeschafft haben.
Die Aufteilung des Marktes ist allerdings nicht statisch. So ist es ARRI und Dalsa gelungen, zum ersten Mal seit Bestehen der James-Bond-Filmreihe Panavision einen Auftrag streitig zu machen. Bislang wurden alle 21 Filme des Agentenklassikers mit Panavision-Equipment gedreht. Beim Dreh von Nummer 22 (Ein Quantum Trost) wurde zum ersten Mal mit ARRI-Equipment, darunter auch die ARRI D-20, gedreht und bei dessen Nachfolger Skyfall mit der ARRI ALEXA.

## ARRI-Preis und Nachwuchsförderung
Seit 2008 sponsert ARRI den Preis für den besten ausländischen Film beim Filmfest München. Bis 2010 stiftete das Unternehmen den Preis zusammen mit Zeiss, danach alleine, von 2013 bis 2021 zusammen mit Osram, und seit 2022 wieder alleine. Der anfänglich mit 30.000 Euro dotierte Preis hat inzwischen (Stand 2022) einen Wert von 50.000 Euro.
Nachwuchsfilmemacher unterstützt das Unternehmen durch die Initiativen „International Support Program“, „Franz Wieser Grant“ und „ARRIse“. Zu den geförderten Filmen gehört u. a. Mit 20 wirst du sterben, der erste sudanesische Film, der für einen Auslands-Oscar nominiert wurde.